# Les Trois Âges de l'homme (Giorgione)
Pour les articles homonymes, voir Les Trois Âges de l'homme.
Les Trois Âges de l'homme (également connu sous le nom de La Leçon de chant) est une peinture à l'huile réalisée par Giorgione sur panneau de 62 × 77 cm, datant d'environ 1500-1501 et conservée à la Galerie Palatine du Palais Pitti de Florence.

## Histoire et attribution
L'œuvre est identifiée avec celle décrite par Marcantonio Michiel dans le « Camerino delle anticaglie » de Gabriele Vendramin (1486-1552) à Venise, également citée dans l'inventaire de 1569. En 1666, elle est indiquée dans la collection du peintre Nicolas Régnier comme Marcantonio étudiant entre deux philosophes et une œuvre de Palma le Vieux. En 1698, elle est documentée dans les collections du grand prince Ferdinand de Médicis. Confisqué par les forces napoléoniennes, le tableau resta au Musée du Louvre de 1799 à 1815 comme œuvre de Giorgione et intitulé La Leçon de chant, comme le documente une gravure de Lambert Antoine Claessens. De retour en Italie, le panneau au triple portrait fut d'abord référé à l'école lombarde puis attribué à Lorenzo Lotto. En 1880, Morelli fut le premier à le restituer à Giorgione, mais il y eut ensuite diverses propositions comme œuvre de Morto da Feltre ou Francesco Torbido. Roberto Longhi l'attribue à Giovanni Bellini en 1923, hypothèse partagée en partie par Bernard Berenson en 1936, et Pallucchini l'expose à Venise dans la grande exposition de 1949 consacrée à ce maître tout en soulignant les problèmes d'attribution. Les mêmes doutes ont été exprimés par Zampetti dans l'exposition Giorgione et les Giorgionesques (Venise 1955), doutes encore rappelés dans le catalogue de 1968. En 1969, Pignatti confirma l'attribution actuelle à Giorgione, en la situant d'abord comme une œuvre tardive, puis la datant des premiers mois de 1500, une attribution et une datation qui sont désormais largement acceptées même si le débat critique est toujours actif.

## Description et style

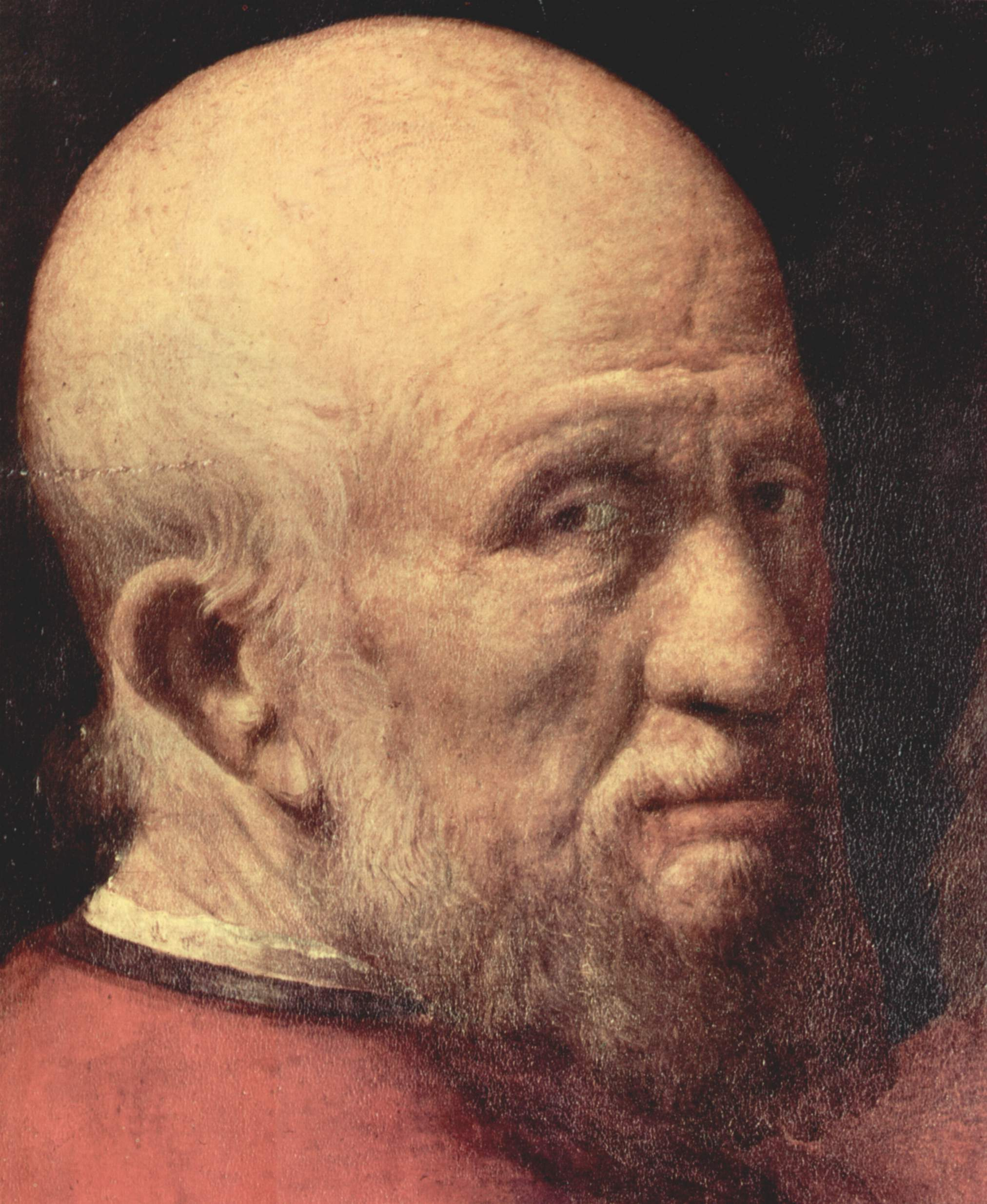
Détail.

Le sujet du tableau est loin d’être clair. Le titre sous lequel il est le plus connu aujourd'hui est Les Trois Âges de l'homme, mais d'autres hypothèses pour identifier le sujet ont parlé d'une Leçon de chant ou de L'Éducation du jeune Marc Aurèle. La métaphore de la leçon est intéressante pour mettre en valeur l'éducation du jeune dans laquelle l'étude de la musique correspond à la recherche de l'harmonie universelle. Au contraire, la pertinence du personnage plus âgé, le seul à regarder l'observateur, permet d'émettre l'hypothèse qu'il s'agit d'une représentation du Memento senescere, une expérience d'allégorie insaisissable qui deviendra plus tard courante dans l'œuvre du peintre. Le jeune homme de droite est identifié par certains spécialistes comme étant le portrait du musicien Philippe Verdelot.
La scène présente trois personnages, d'âges différents, sur un fond sombre : le jeune homme au centre lit attentivement un morceau de papier sur lequel se dessinent deux lignes d'une portée musicale, l'adulte à sa gauche montre la même partition, ou peut-être marque le rythme, et un vieil homme au visage marqué de rides et de cicatrices tourne son regard vers l'observateur extérieur. Il s'agit probablement du même homme, représenté à trois moments de sa vie.
Le fond sombre met en valeur le choix de couleurs incisif appliqué aux personnages ; les vêtements et les carnations émergent progressivement du fond, selon le procédé typiquement léonardien du « sfumato ». Même le dessin pictural avec des glacis fins vient de Léonard, avec une attention méticuleuse aux détails, comme les cheveux souvent peints avec des coups de pinceau très fins.
L'élément allégorique moteur, souvent présent dans les peintures de Giorgione, est ici la musique, expression de l'âme même de l'homme et de l'harmonie qui lie l'existence.